# Torrejón de Velasco
Torrejón de Velasco est une commune de la communauté de Madrid, en Espagne.